# Aegiochus glacialis
Aegiochus glacialis is een pissebed uit de familie Aegidae. De wetenschappelijke naam van de soort is voor het eerst geldig gepubliceerd in 1920 door Walter Medley Tattersall.